# پیت‌بول (فیلم ۲۰۰۵)
پیت‌بول (انگلیسی: Pitbull) یک فیلم اکشن لهستانی است که در سال ۲۰۰۵ منتشر شد.

## گزیدهٔ بازیگران
- مارچین دوروچینسکی
- یانوش گایوس
- آندژی گرابوفسکی
- رافائو مور
- کشیشتف استروئینسکی
- میخاو کولا
- ورونیکا روساتی
- ریشارد فیلیپسکی
- یانوش خابیور
- تادئوش هانوسِک
- یولانتا فراشینسکا
- میروسواف هانیشفسکی
- ماوگوژاتا فورمنیاک
- دانوتا استنکا
- ووکاش سیملات
- پیوتر بوروفسکی